# 湊楊一郎
湊 楊一郎（みなと よういちろう、1900年（明治33年）1月1日 - 2002年（平成14年）1月2日）は、俳人。新興俳句運動の理論的支柱として知られる。本名は久々湊 与一郎（くくみなと よいちろう）。

## 経歴
北海道小樽市生まれ。中央大学法学部卒業。大学在学中は山岳部に所属していた。
1929年（昭和4年）、司法試験に合格。弁護士のかたわら、1931年（昭和6年）、松原地蔵尊らと俳誌「句と評論」を創刊。戦後は、「俳句評論」「羊歯」などを経て、「再会」を創刊。
1946年（昭和21年）、栗林一石路、石橋辰之助、東京三（秋元不死男）、富澤赤黄男らとともに、民主主義日本文化の確立発展をめざし、新俳句人連盟を設立。
句集に『裸木』（現代俳句協会〈現代俳句の一〇〇冊〉、1990年）、評論に『俳句文学原論』（帝都書院、1937年）などがある。
没後、「現代俳句」2002年6月号で追悼特集が組まれ、村井和一、菊地京子、藤田守啓らに加え、湊の息子の妻である歌人の久々湊盈子が「義父との歳月」を寄稿している。

## 受賞歴
- 1990年 現代俳句協会大賞